# Bystrá (powiat Brezno)
Bystrá – wieś (obec) na Słowacji położona w kraju bańskobystrzyckim, w powiecie Brezno. Pierwsze wzmianki o miejscowości pochodzą z 1563 roku. Znajduje się w Niżnych Tatrach, na dnie doliny Bystrianka. Przez wieś biegnie droga krajowa nr 72 z Podbrezovej w dolinie górnego Hronu do Liptowskiego Gródka na Liptowie. 
W miejscowości znajduje się Bystrianska jaskyňa. Jaskinia jest udostępniona do zwiedzania, jednocześnie mieści się w niej ośrodek speleoterapii, w którym leczone są niektóre schorzenia dróg oddechowych u dzieci.
Według danych z dnia 31 grudnia 2012 roku, wieś zamieszkiwało 188 osób, w tym 89 kobiet i 99 mężczyzn.
W 2001 roku rozkład populacji względem narodowości i przynależności etnicznej wyglądał następująco:
- Słowacy – 94,03%
- Czesi – 1,99%
- Niemcy – 1,49%

Ze względu na wyznawaną religię struktura mieszkańców kształtowała się w 2001 roku następująco:
- Katolicy rzymscy – 66,67%
- Grekokatolicy – 0,5%
- Ewangelicy – 6,97%
- Ateiści – 19,9%
- Nie podano – 3,48%

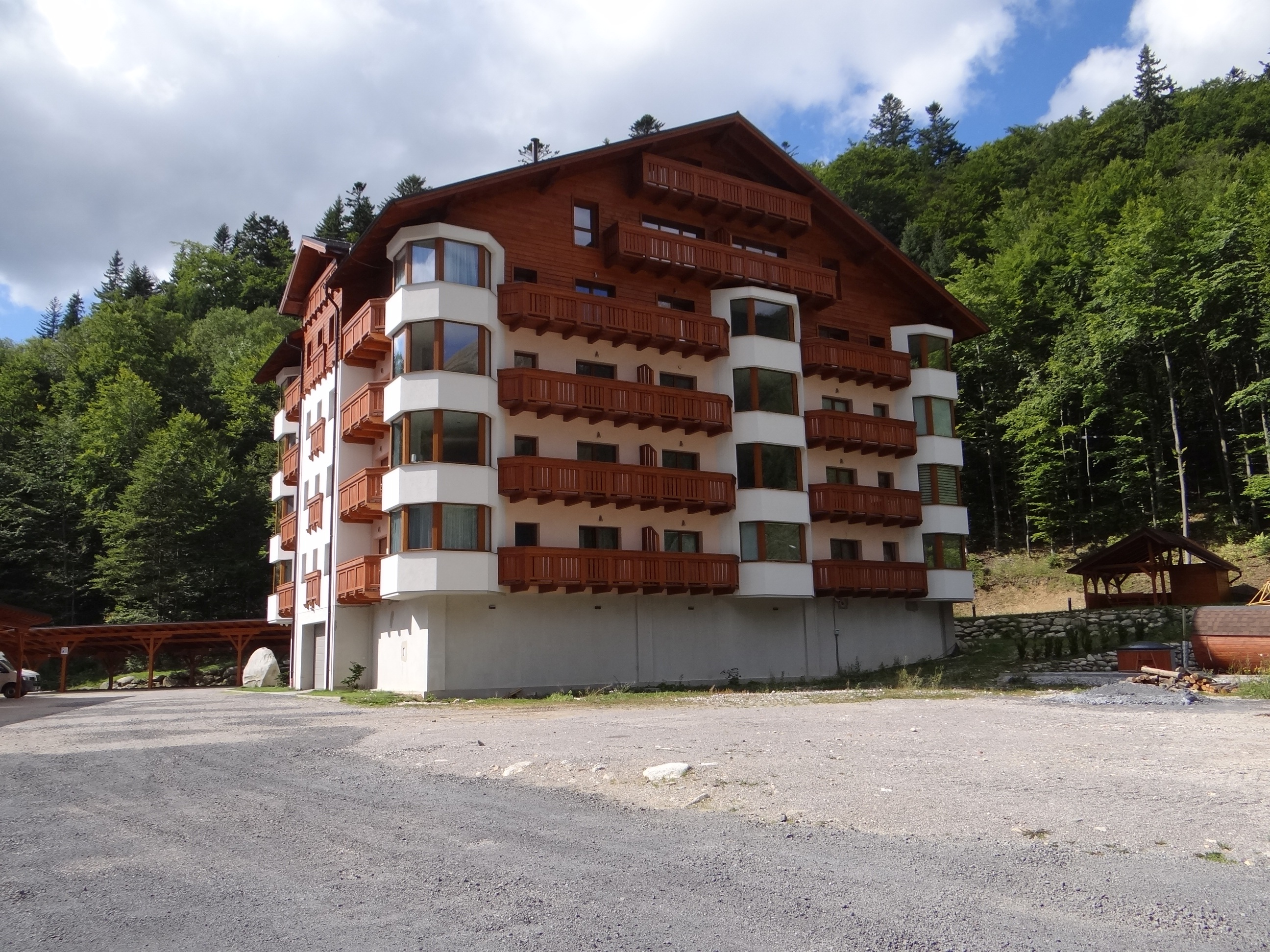
Hotel w dolinie Bystrá
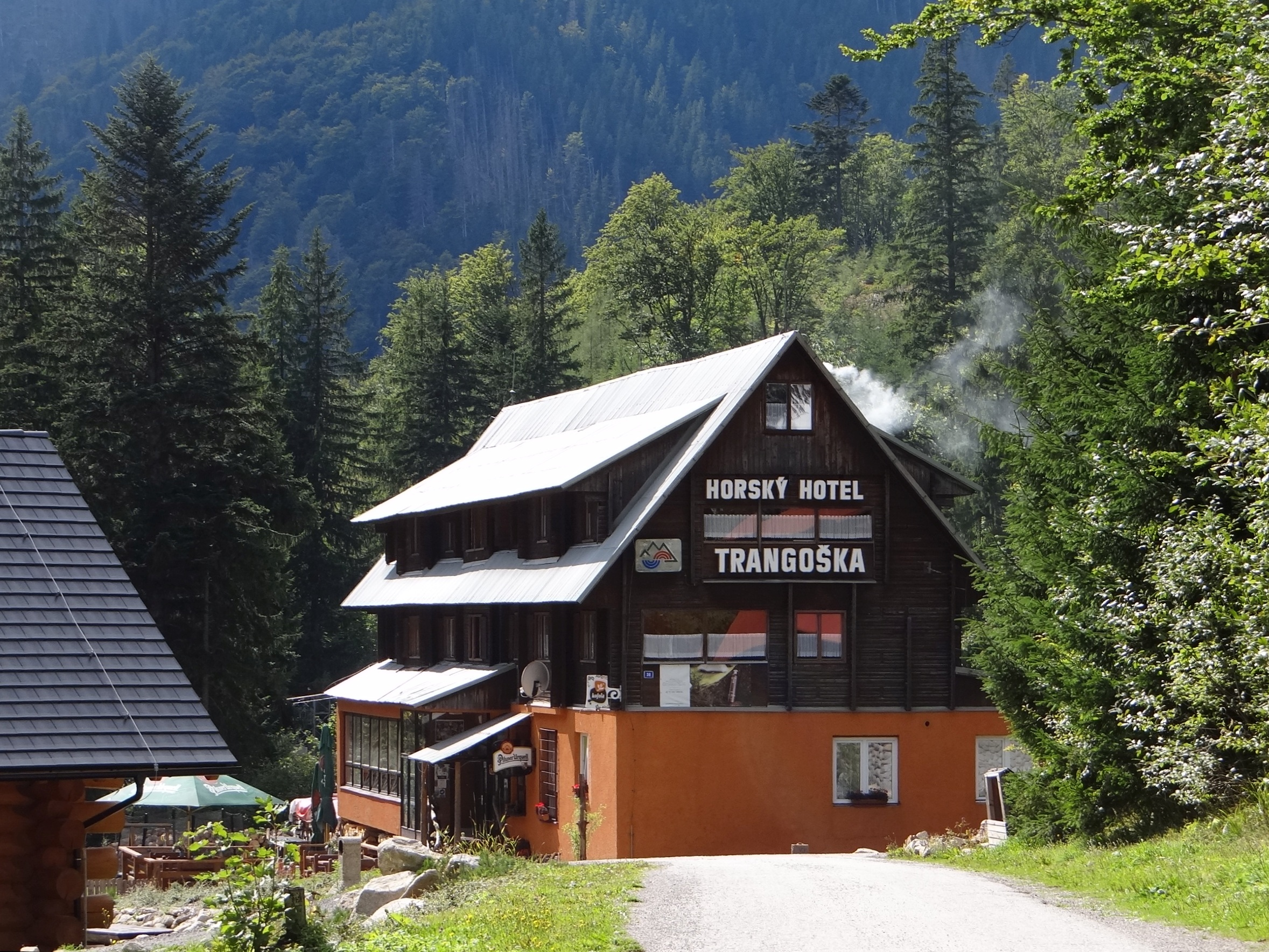
Hotel Trangoška w dolinie Bystrá
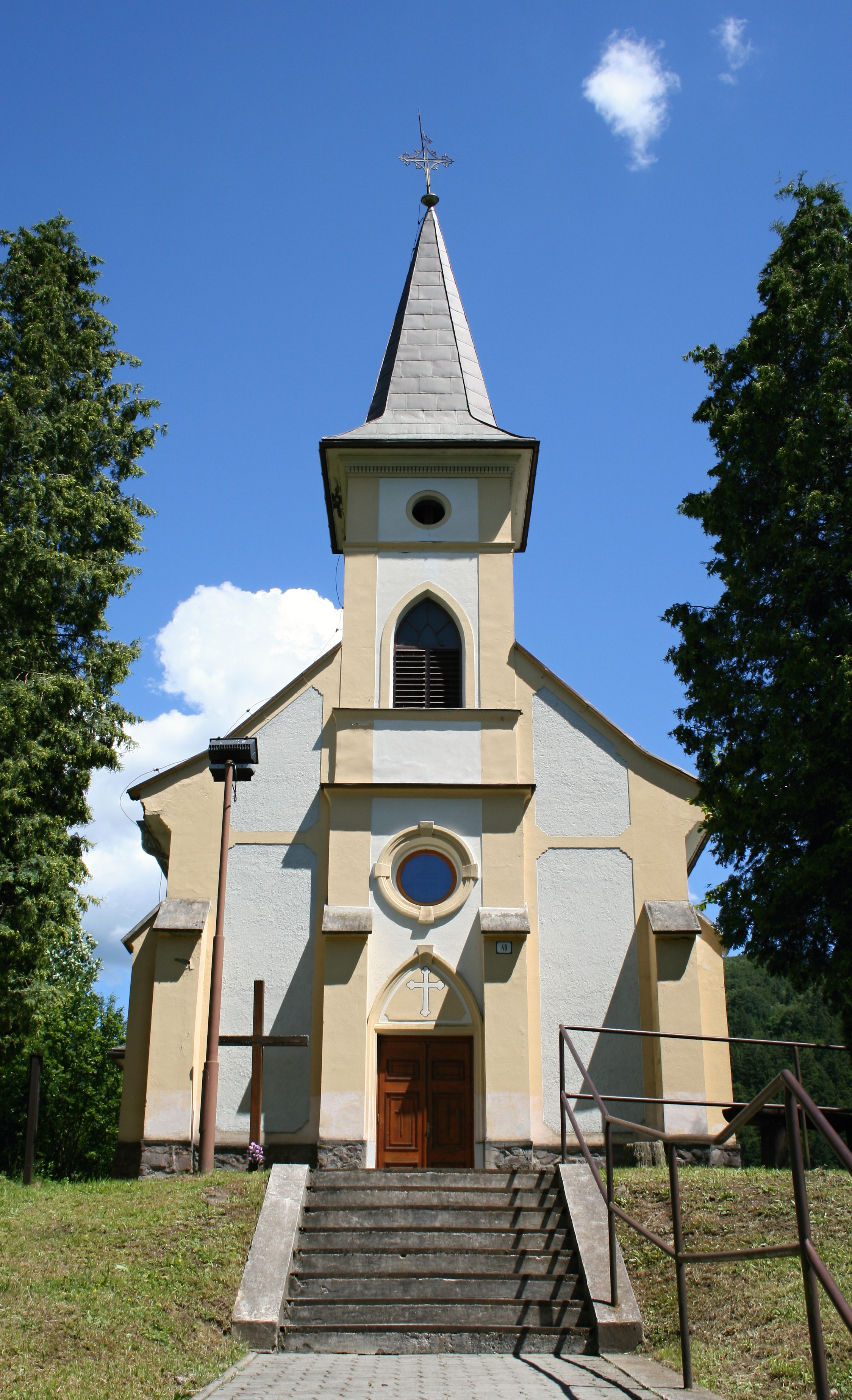
Kościół
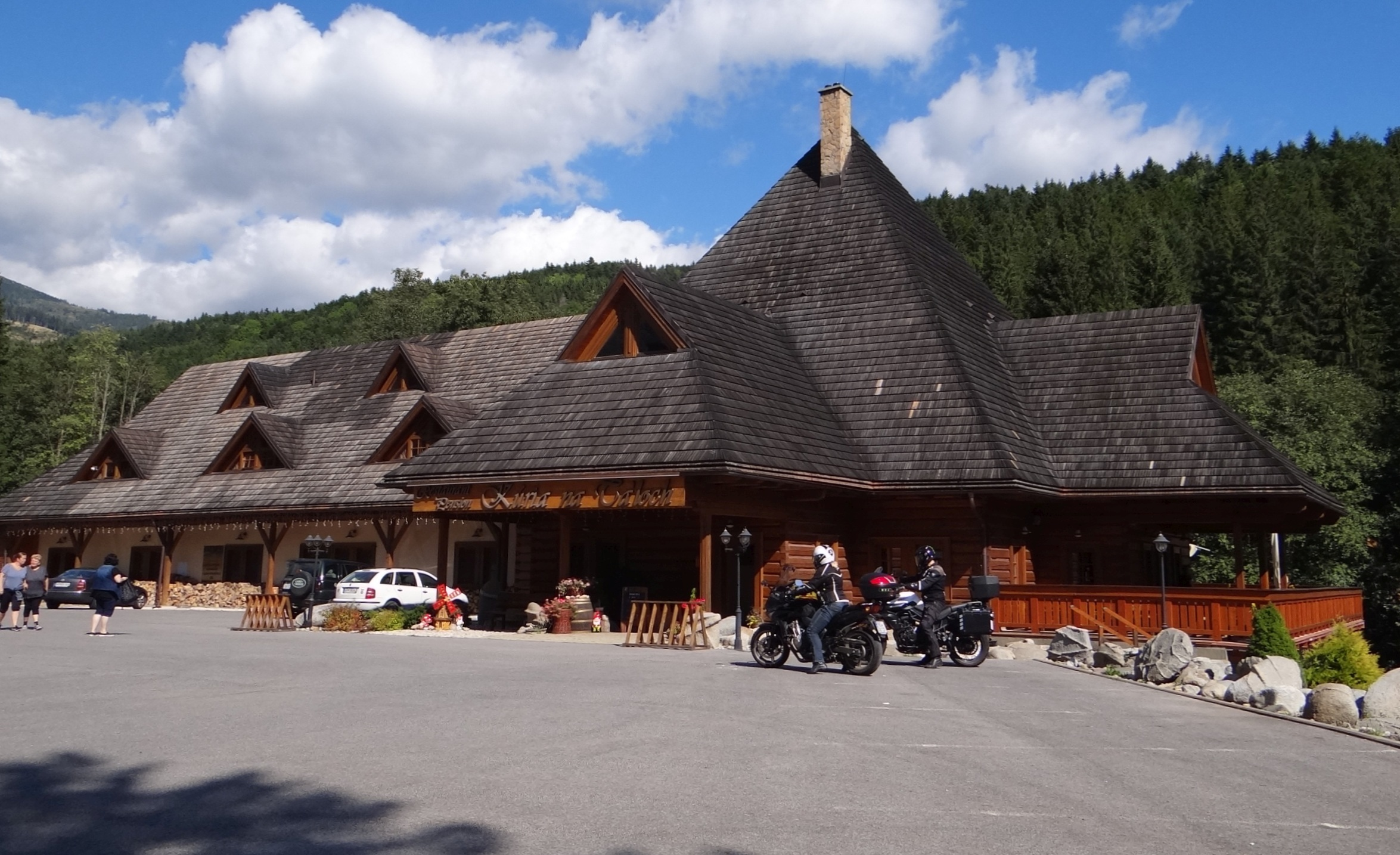
Hotel i restauracja w dolinie Bystrá
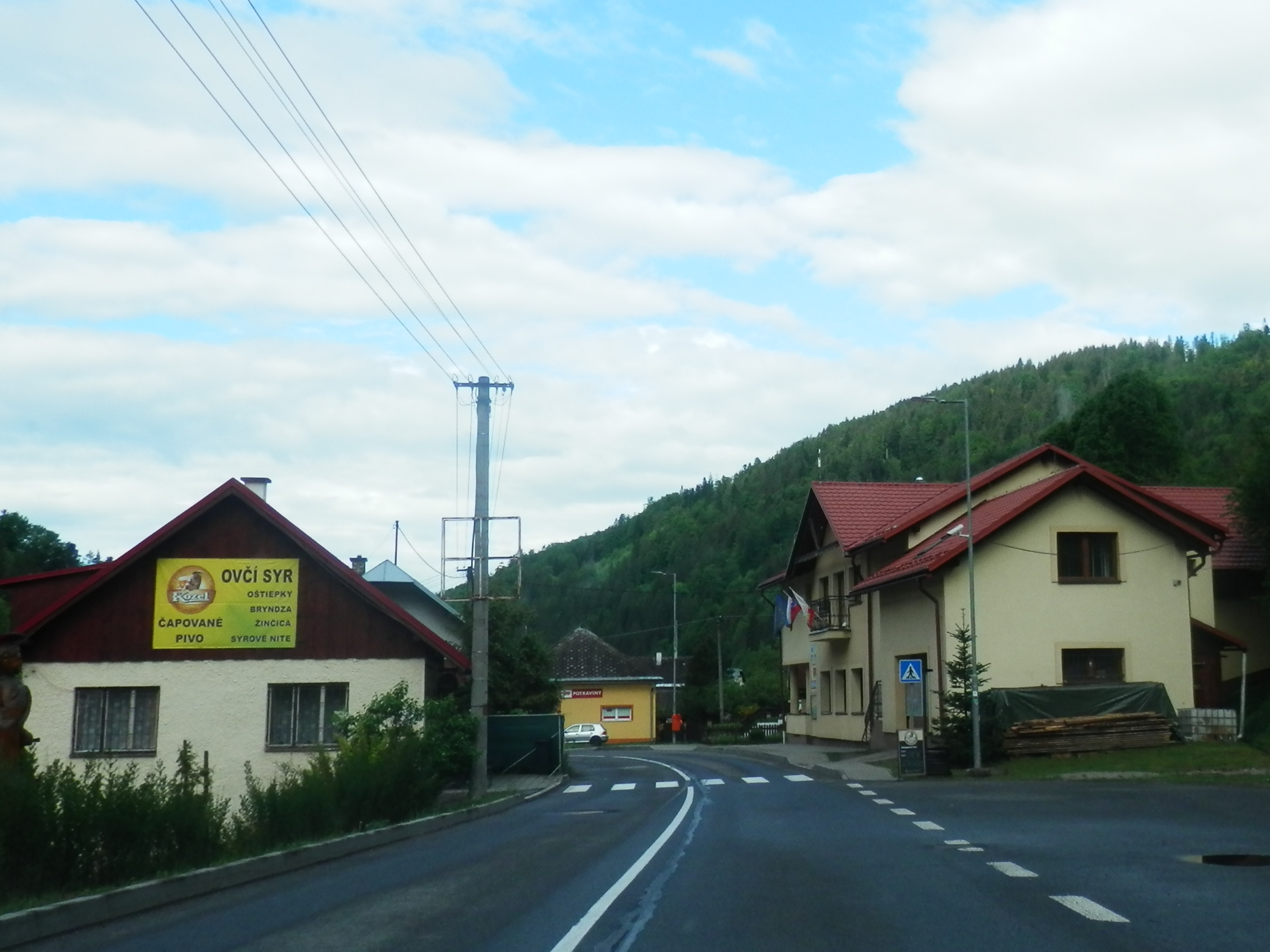
Domy przy głównej drodze